# Rad (unità di misura)
Il rad (acronimo dall'inglese Radiation Absorbed Dose) è un'unità di misura della dose assorbita di radiazione, definita come 100 erg al grammo. Il rad è stato sostituito dal gray nel sistema internazionale di unità di misura:
1 rad = 0,01 Gy
Per determinare accuratamente gli effetti biologici provocati sul soggetto, deve essere moltiplicata da un 'fattore di qualità' che dipende dal tipo di radiazione ionizzante e dal tipo di organismo, diventando la dose equivalente, e viene misurata in modo corrispondente in rem (dall'inglese roentgen equivalent mammal, acronimo man). 100 rem = 1 sievert (Sv).